# 91-я территориальная дивизия «Ха-Галиль»
91-я территориа́льная диви́зия «Ха-Гали́ль» (также Галиле́йская диви́зия или Диви́зия Галиле́и) (ивр. אוגמ"ר 91, עוצבת הגליל‎) — регулярная территориальная дивизия в составе Северного военного округа Армии обороны Израиля.
Ответственна за территориальную оборону израильско-ливанской границы и пограничной зоны от средиземноморского побережья (Рош-ха-Никра) до горы Хермон на Голанских высотах.

## Состав
В состав дивизии входят:

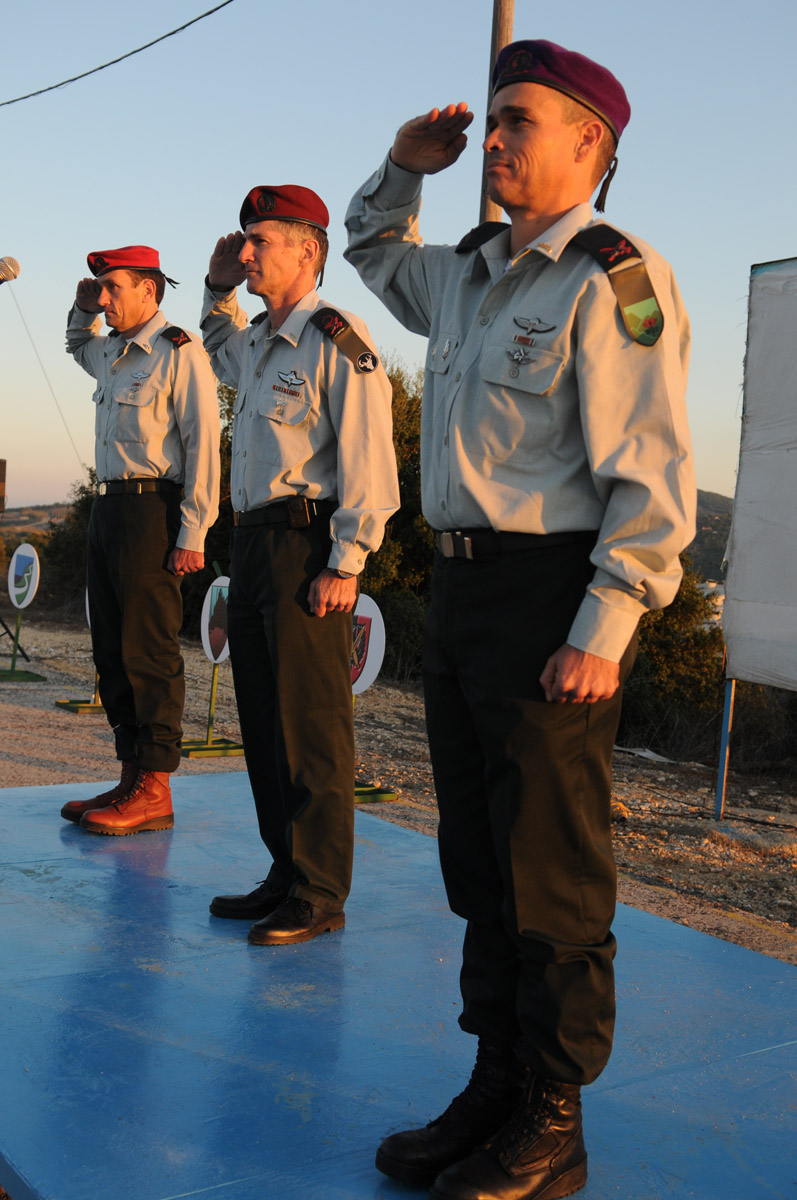
Смена командиров 91-й дивизии в ноябре 2011 (слева направо: Херци Ха-Леви, Яир Голан, Йоэль Стрик)

- 8-я резервная бронетанковая бригада «Ха-Закен» (ивр. חטיבה שמונה‎)
- 3-я резервная пехотная бригада «Александрони» (ивр. חטיבת אלכסנדרוני‎)
- 300-я территориальная бригада «Барам» (ивр. עוצבת ברעם‎) — ответственна за территориальную оборону западного сектора израильско-ливанской границы. В подчинении бригаде находится 299-й пехотный батальон «Херев».
- 769-я территориальная бригада «Хирам» (ивр. עוצבת חירם‎) — ответственна за территориальную оборону восточного сектора израильско-ливанской границы.
- 7338-я резервная артиллерийская бригада «Адирим».
- 869-е подразделение целевой разведки дивизионного подчинения «Ша́хаф».
- Батальон связи дивизионного подчинения «Нофи́м».
- Дивизионная часть тылового обеспечения (ивр. אגד לוגיסטי אוגדתי‎).

## История
Дивизия приняла участие в боях Первой ливанской войны в западном секторе южного Ливана под командованием бригадного генерала Ицхака Мордехая.
В ходе войны в подчинение дивизии, включавшей 300-ю территориальную бригаду «Барам» под командованием полковника Ави Телема и 769-ю территориальная бригаду «Хирам» под командованием полковника Шауля Мофаза, были переведены 211-я бронетанковая бригада «Ишай» под командованием полковника Эли Гевы, 772-я пехотная бригада Школы курсов командиров отделений под командованием полковника Амоса Коцера, резервная бронетанковая бригада под командованием полковника Узи Керена, 939-я резервная десантная бригада «Нешер» под командованием полковника Яира Огена, два артиллерийских дивизиона и военно-инженерный батальон. В ходе войны состав сил под командованием дивизии менялся: помимо прочего, 211-я бригада была выведена из дивизии, под командование дивизии переведена 165-я резервная пехотная бригада «Кармели» под командованием полковника Цви Полега, десантная бригада уменьшенного состава под командованием полковника Дуби Хелмана и — на этапе захвата Бейрута — 188-я бронетанковая бригада «Барак» уменьшенного состава под командованием полковника Меира Дагана.
На первых этапах операции силы дивизии захватили города Тир и Сайда, лагеря беженцев Шабриха, Бурдж-а-Шималь и Эйн-аль-Хилве и зону шиитских деревень Джваийя, Кана и Сиддикин. В дальнейшем дивизия вошла в Бейрут и захватила западную часть города. В ходе войны дивизия потеряла 36 бойцов, 156 бойцов были ранены. Силами дивизии были убиты сотни бойцов противника, уничтожены около 30 танков противника, ещё около 6000 бойцов противника были взяты в плен, захвачены 70 грузовых автомобилей с оружием, около 500 грузовых автомобилей с боеприпасами и 215 грузовых автомобилей с другими видами военного снаряжения.
Во время Второй ливанской войны силы дивизии приняли участие в боевых действиях на территории Ливана.
По окончании войны командир дивизии, бригадный генерал Галь Хирш, подал в отставку вследствие заявлений об ответственности дивизии под его командованием за приграничный инцидент 12 июля 2006 года, закончившийся похищением тел двух израильских солдат боевиками «Хезболлы» и повлёкший начало военных действий.
В 2019 году дивизия была удостоена знака отличия Начальника Генштаба за успехи дивизии в проведении операции «Северный щит» (ивр. מבצע מגן צפוני‎) по обнаружению и уничтожению туннелей, прокопанных с территории Ливана на территорию Израиля.

## Командиры дивизии

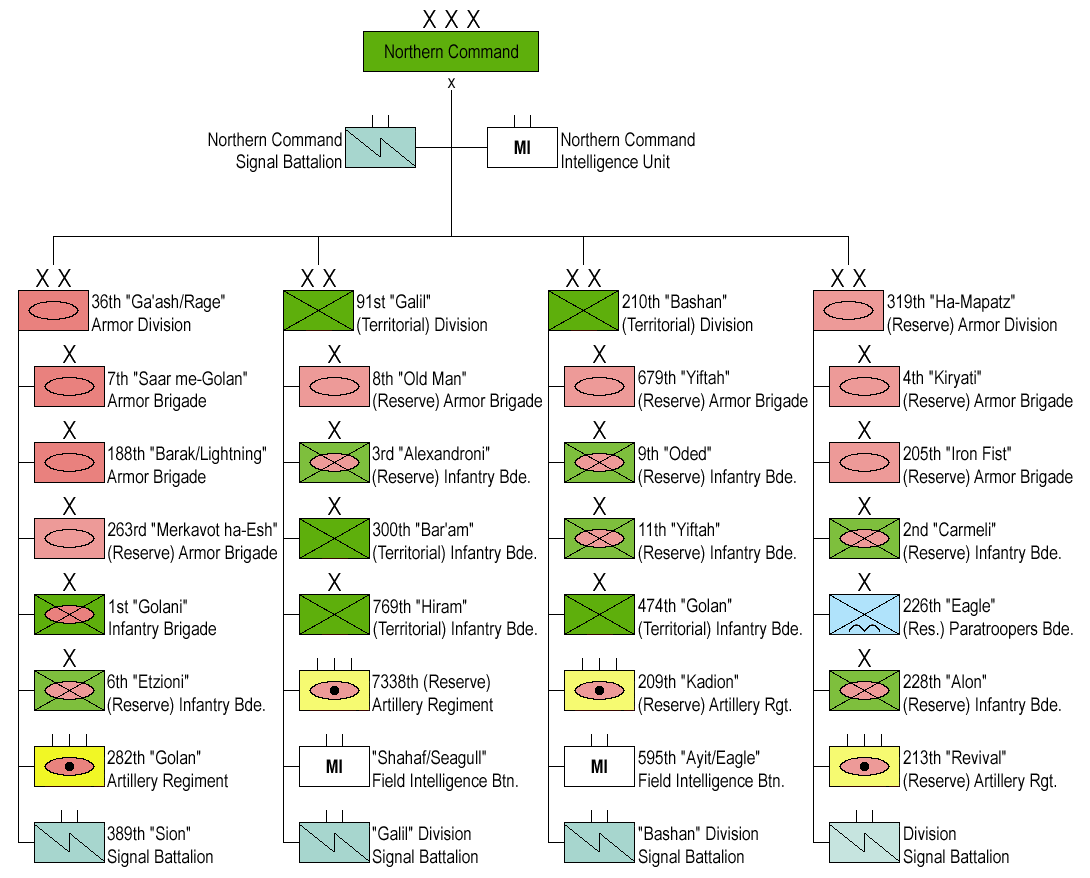
91-я дивизия в составе Северного военного округа.

| Имя               | Период                    | Комментарий                                                                       |
| Эфраим Хирам      | 1978—1979                 |                                                                                   |
| Йосеф Коллер      | 1979—1981                 |                                                                                   |
| Ицхак Мордехай    | 1981—1982                 | Командир дивизии в ходе Первой ливанской войны; в дальнейшем генерал-майор (алуф) |
| Йехуда Бар        | 1982—1984                 |                                                                                   |
| Эрвин Лави        | 1984—1985                 |                                                                                   |
| Илан Биран        | 1985—1987                 | В дальнейшем генерал-майор (алуф)                                                 |
| Йорам Яир         | 1987—1988                 | В дальнейшем генерал-майор (алуф)                                                 |
| Нехемья Тамари    | 1988—1990                 | В дальнейшем генерал-майор (алуф)                                                 |
| Шауль Мофаз       | 1990—1992                 | В дальнейшем генерал-лейтенант (рав-алуф), 16-й Начальник Генштаба армии          |
| Габи Офир         | 1992—1994                 | В дальнейшем генерал-майор (алуф)                                                 |
| Шмуэль Цукер      | 1994—1996                 |                                                                                   |
| Йом-Тов Самья     | 1996—1997                 | В дальнейшем генерал-майор (алуф)                                                 |
| Эфи Эйтам         | 1997—1999                 |                                                                                   |
| Моше Каплински    | 1999—2001                 | В дальнейшем генерал-майор (алуф)                                                 |
| Меир Клифи        | 2001—2003                 | В дальнейшем генерал-майор (алуф)                                                 |
| Яир Голан         | 2003—2005                 | В дальнейшем генерал-майор (алуф)                                                 |
| Галь Хирш         | 2005—2006                 | Командир дивизии в ходе Второй ливанской войны                                    |
| Йоси Бахар (и.о.) | 2006—2007                 | В дальнейшем генерал-майор (алуф)                                                 |
| Имад Фарес        | 2007—2009                 |                                                                                   |
| Йоэль Стрик       | август 2009 — ноябрь 2011 | В дальнейшем генерал-майор (алуф)                                                 |
| Херци Ха-Леви     | ноябрь 2011 — ноябрь 2013 | В дальнейшем генерал-лейтенант (рав-алуф), 23-й Начальник Генштаба армии          |
| Мони Кац          | ноябрь 2013 — август 2015 | В дальнейшем генерал-майор (алуф)                                                 |
| Амир Барам        | август 2015 — июль 2017   | В дальнейшем генерал-майор (алуф)                                                 |
| Рафи Мило         | июль 2017 — август 2019   | В дальнейшем генерал-майор (алуф)                                                 |
| Шломи Биндер      | август 2019 — апрель 2022 | В дальнейшем генерал-майор (алуф)                                                 |
| Шай Клепер        | апрель 2022 — январь 2025 | В дальнейшем генерал-майор (алуф)                                                 |
| Юваль Гез         | с 8 января 2025           |                                                                                   |